# Randers (municipio)
Randers es un municipio de Dinamarca en la región de Jutlandia Central, creado en el año 2007. Tiene un área de 746,4 km² y 98.120 habitantes. Debe su nombre a la ciudad de Randers, que es la capital y con mucho la mayor ciudad del municipio.
Fue establecido el 1 de enero de 2007 con la fusión de los antiguos municipios de Langå (con excepción de sus tres parroquias más sureñas), Nørhald, Purhus y Randers, así como la mitad occidental de Sønderhald Kommune y la localidad de Havndal (hasta entonces parte del municipio de Mariager).
Randers limita al oeste con Viborg, al sur con Favrskov y Syddjurs, al oeste con Norddjurs, al noroeste con el Kattegat y al norte con Mariagerfjord. 

## Localidades
| Localidades más pobladas de Randers |                  |                  |
| N.º                                 | Localidad        | Población (2012) |
| 1                                   | Randers          | 61.121           |
| 2                                   | Assentoft        | 3.311            |
| 3                                   | Langå            | 2.864            |
| 4                                   | Spentrup         | 2.464            |
| 5                                   | Stevnstrup       | 1.867            |
| 6                                   | Øster Bjerregrav | 1.092            |
| 7                                   | Fårup            | 1.048            |
| 8                                   | Harridslev       | 1.043            |
| 9                                   | Øster Tørslev    | 903              |
| 10                                  | Havndal          | 893              |